# European Journal of Cancer Care
Das European Journal of Cancer Care, abgekürzt Eur. J. Cancer Care, ist eine wissenschaftliche Fachzeitschrift, die vom Wiley-Blackwell-Verlag veröffentlicht wird. Die Zeitschrift erscheint mit sechs Ausgaben im Jahr. Es werden Arbeiten veröffentlicht, die sich mit allen Aspekten der Krebsbehandlung beschäftigen.
Der Impact Factor lag im Jahr 2015 bei 1,794. Nach der Statistik des ISI Web of Knowledge wird das Journal mit diesem Impact Factor in der Kategorie Onkologie an 165. Stelle von 211 Zeitschriften, in der Kategorie Gesundheits- und Pflegewissenschaften an 49. Stelle von 89 Zeitschriften, in der Kategorie Pflege an 15. Stelle von 110 Zeitschriften und in der Kategorie Rehabilitierung an 27. Stelle von 64 Zeitschriften geführt.